# Josep Pintat-Solans

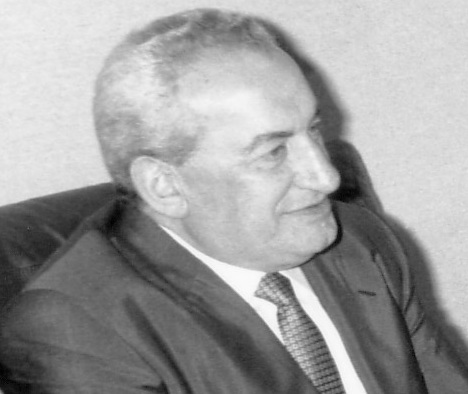
Josep Pintat-Solans (1988)

Josep Pintat-Solans (* 1925 in Sant Julià de Lòria; † 20. Oktober 2007 in Barcelona) war ein andorranischer Politiker und zweiter Vorsitzender der Regierung von Andorra.

## Leben
Pintat-Solans wurde 1925 in Andorra geboren und stieg in den 1960er-Jahren als Bürgermeister seiner Heimatgemeinde Sant Julià de Lòria in die Politik ein. Am 21. Mai 1984 wurde er vom Consell General de les Valls zum zweiten Vorsitzenden der Regierung von Andorra gewählt und blieb sechs Jahre in dieser Position. Sein Neffe und späterer Vorsitzender der Regierung Albert Pintat Santolària hatte verschiedene Aufgaben in Pintat-Solans Kabinett. Er starb am 20. Oktober 2007 nach langer Krankheit in Barcelona.